# Dinamo Tcheliabinsk
Dernière mise à jour : 23 novembre 2018.
Le Dinamo Tcheliabinsk est un club masculin de handball situé à Tcheliabinsk en Russie et évoluant en Championnat de Russie.

## Histoire
Le Polyot Tcheliabinsk est fondé en 1976.
Le club réussit à atteindre le haut niveau en 1980, la Division 1 soviétique et réalise même de bons résultats entre 1980 et 1991 mais reste dans l'ombre des célèbres clubs du SKA Minsk, du CSKA Moscou ou encore du Dinamo Astrakhan. Après la chute de l'URSS, le club participe au Championnat de Russie où il atteint régulièrement le podium avec notamment trois deuxièmes places en 1993, 1996 et 1997, mais doit laisser le titre au CSKA Moscou, encore, ou au Kaustik Volgograd.
Ces différents accessits en championnat lui permettent d'évoluer régulièrement en Coupes d'Europe avec pour point d'orgue la saison 1994-1995 où le club atteint la finale de la Coupe de l'EHF (C3) : après avoir battu au premier tour les autrichiens de l'UHK Vienne-Ouest 52 à 47 (24-25 puis 28-22), il domine allègrement en huitième de finale les turcs du ASKI Ankara 69 à 43 (33-22 puis 36-21). Puis en quart de finale, le Polyot Tcheliabinsk se défait des hongrois du SC Pick Szeged seulement grâce à la règle des buts marqué à l'extérieur, les deux équipes ayant remporté leur match à domicile par deux buts d'écarts (23-21 puis 25-27), les russes passent tout de même grâce à la règle des buts marqué à l'extérieur. La demi-finale se déroule avec plus de facilité, le club s'imposant nettement lors des matchs face au club slovène du RK Gorenje Velenje (29-24 puis 29-21). Pour sa première finale européenne, le club est opposé au club espagnol du BM Granollers emmené par le russe Viatcheslav Atavine et le génie yougoslave Veselin Vujović et s'incline lors des deux matchs par deux buts d'écarts (24-26 puis 21-23).
En 2001, le Polyot Tcheliabinsk devient le Lokomotiv Tcheliabinsk.
En 2016, il devient le Dinamo Tcheliabinsk.

## Palmarès
| Compétitions internationales                | Compétitions nationales                                                                 |
| - Coupe de l'EHF (C3) : - Finaliste en 1995 | - Championnat de Russie : - Vice-champion en 1993, 1996, 1997 - Troisième en 1994, 1999 |

## Joueurs célèbres
Parmi les joueurs ayant évolué au club on trouve :
- Alexeï Frantsouzov (de) (champion du monde en 1993) : de 1988 à 1996
- Valeri Gopine (Champion olympique en 1988 et 1992, du monde en 1993 et 1997) : de 1981 à 1991
- Stanislav Koulintchenko (champion d'Europe en 1996, du monde en 1997 et olympique en 2000) : de 1990 à 1996
- Edouard Moskalenko (vice-champion d'Europe en 2000) : 1990 à 1997